# Cronoestratigrafia

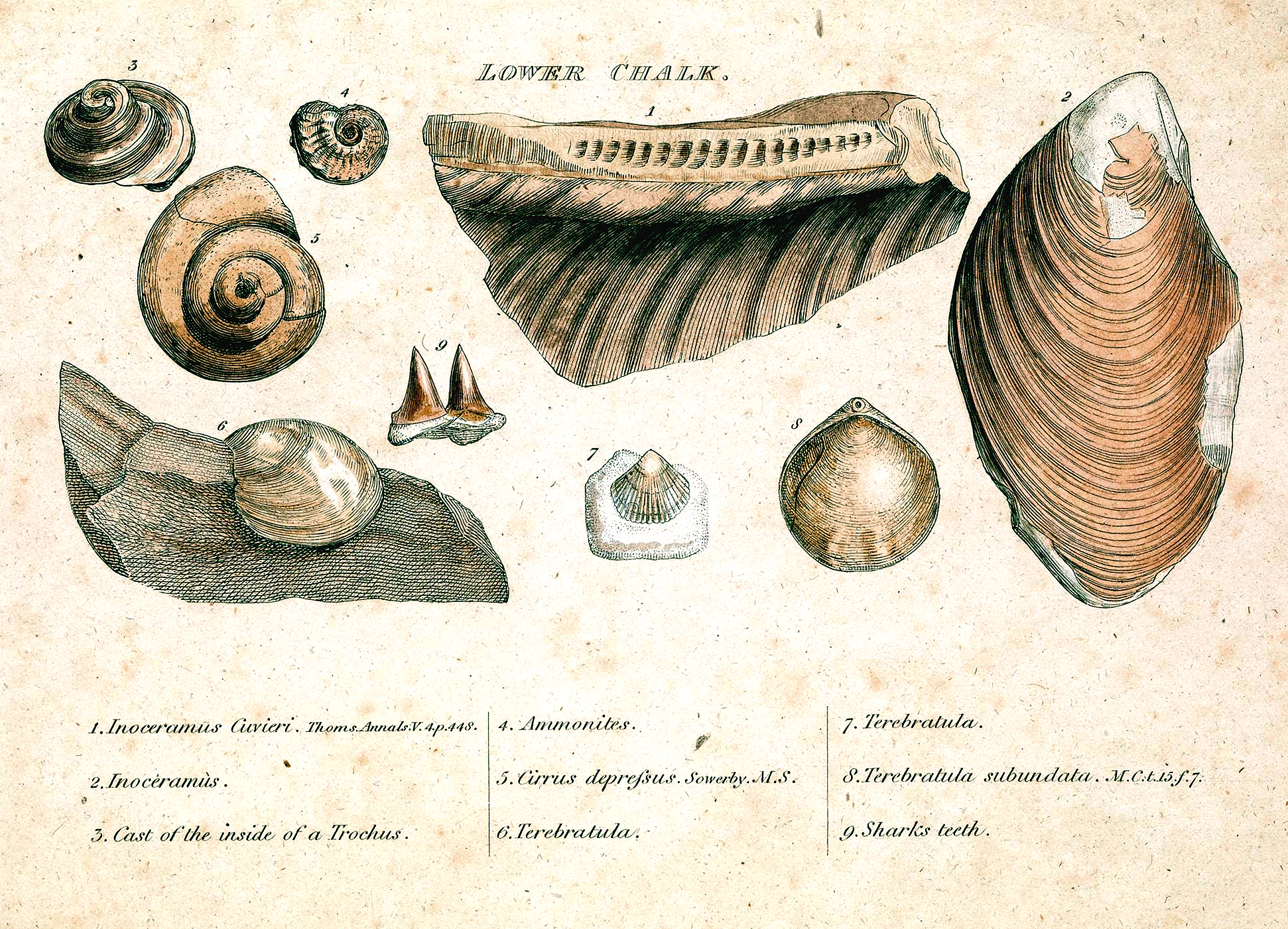
Gravat d'una monografia de William Smith's on s'identifiquen els estrats segons els fòssils

La cronoestratigrafia és una branca científica de l'estratigrafia que té com a objectiu estudiar l'edat dels estrats geològics en relació amb el temps.
L'inici de la cronoestratigrafia fou la classificació de les diferents seqüències i èpoques dels dipòsits de roques en funció de la regió geològica, i finalment establir un registre geològic complet de la Terra.
La nomenclatura estratigràfica estàndard és el sistema cronoestratigràfic basat en els intervals de temps geològics definits pels conjunts de fòssils coneguts (bioestratigrafia). La cronoestratigrafia permet donar un sentit a les interfases i intervals dels conjunts de fòssils.

## Metodologia
La cronoestratigrafia es recolza molt sobre la geologia isotòpica i sobre la geocronologia per a obtenir una datació en brut d'unitats rocoses conegudes i ben definides que continguin els grups de fòssils definits pel sistema estratigràfic. Tanmateix,en la pràctica, és molt difícil datar directament per isòtops la major part del fòssils i de les roques sedimentàries i per tant, s'ha de fer un ajustament per obtenir una data real per a l'inici de l'ineterval.
El mètode utilitzat deriva dels princips de superposició i d'inclusió.
Com que l'aparició de les roques magmàtiques ha tingut lloc en un moment precís del temps que a més es pot considerar cominstantani a l'escal dels temps geològics, i com elles contenen conjunts de minerals que poden ser datats de manera justa i precisa per mètodes isotòpics, la construcció d'una columna estratigràfica s'ha recolzat essencialment sobre les roques vulcàniques i plutòniques.
El metamorfisme geològic, sovint associat amb la formació d'una falla geològica, pot permetre també enquadrar els diferents intervals d'una columna estratigràfica.
De vegades es poden datar les roques metamòrfiques i delimitar el període en el qual es va començar a formar la capa.

## Diferències entre cronoestratigrafia i geocronologia
És important de no confondre les unitat de la geocronologia amb les de la cronoestratigrafia. Les unitats de cronoestratigrafia són material geològic, per tant, és correcte dir que els fòssils de l'espècie Tyrannosaurus rex s'han trobat en Sèries del Cretaci superior. Les unitats geocronològiques són períodes i prenen el mateix nom que les unitats estratigràfiques estàndard però substitueixen els termes superior/inferior (upper/lower) amb els de tardà/primerenc (late/early). Per tant, també és correcte dir que el Tyrannosaurus rex va viure durant l'època del Cretaci superior (Late Cretaceous).
Les correlacions d'edats que es deriven de la cronoestratigrafia són crucials per a dissenyar seccions creuades acurades de l'organització espacial de les roques i per a preparar reconstruccions paleogràfiques acurades.

## Unitats
La cronoestratigrafia recorre a unitats particulars de resolució temporal,de més a menys precisió són:
- eons (ex. el Fanerozoic)
- Era geològica (ex. el Paleozoic) ;
- Període geològic (ex. l'Ordovicià) ;
- Època geològica (ex. l'Ordovicià superior) ;
- estadi estratigràfic (ex. l'Ashgil·lià)